# Maryla Szymiczkowa
Maryla Szymiczkowa – pseudonim literacki polskiego duetu autorów powieści kryminalnych: Jacka Dehnela (ur. 1980) i Piotra Tarczyńskiego (ur. 1983), piszących kryminały retro (ich akcja rozgrywa się pod koniec XIX wieku). Główną postacią swych powieści uczynili fikcyjną krakowską profesorową Zofię Szczupaczyńską.

## Wydane książki[1]
- 2015: Tajemnica Domu Helclów[4]
- 2016: Rozdarta zasłona[5]
- 2018: Seans w Domu Egipskim[6]
- 2020: Złoty róg[7]
- 2023: Śmierć na Wenecji[8]

## Nagrody
Tajemnica Domu Helclów była nominowana w Plebiscycie Książka Roku 2015 lubimyczytać.pl w kategorii Kryminał sensacja thriller. W październiku 2015 otrzymała nagrodę Krakowskiej Książki Miesiąca. W 2020 angielski przekład (Mrs. Mohr Goes Missing, w tłumaczeniu Antonii Lloyd-Jones) otrzymał nominację do EBRD Literature Prize.  W 2022 do tej samej nagrody została nominowana Rozdarta zasłona (Karolina, or the Torn Curtain, także w przekładzie Lloyd-Jones).  